# 川崎油工
川崎油工株式会社（かわさきゆこう、英: Kawasaki Hydromechanics Corp.）は、川崎重工グループの油圧プレス機械製造事業をおこなう日本の企業。川崎重工業株式会社の子会社。
1990年頃までは、浴槽や浴室を一体成型する樹脂プレス機械で国内シェア9割のトップメーカーである。現在は同様のプレス機械が普及したため、100分の1ミリ単位の高精度の成型ができる液圧式プレス機械製造を主力にしている。繊維強化プラスチック (FRP) の製造過程における成型、加熱、打ち抜きを一度に処理する「FRPプレス」なども開発している。
2005年3月現在の売上構成は油圧プレス機械93%、その他機械7%となっている。

## 沿革
- 1931年（昭和6年）11月 - 浜野鉄工所として創業。
- 1944年（昭和19年）2月 - 有限会社浜野鉄工所を設立。
- 1957年（昭和32年）1月 - 株式会社に改組。
- 1965年（昭和40年）4月 - 川崎油工株式会社に改称。